# Bakugan
Bakugan (ou em tradução, Esfera Explosiva) é uma franquia de brinquedos japonesa criada pela Sega Toys e Spin Master.
Foram lançados quatro animes produzidos pela TMS Entertainment e Japan Vistec e dirigidos por Mitsuo Hashitomo; Bakugan: Guerreiros da Batalha, Bakugan: Nova Vestroia, Bakugan: Os Invasores Gandelianos e Bakugan: O Ímpeto do Mechtanium. Eles giram em torno de um grupo de adolescentes intitulados os Guerreiros da Batalha. Eles possuem monstros de outra dimensão, os Bakugans. Inicialmente, eles eram usados como simples brinquedos, mas logo se mostraram ser criaturas reais que lutam para manter a harmonia de sua dimensão, Vestroia.

## Sinopse dos Animes

### Guerreiros da Batalha
Bakugan Battle Brawlers (爆丸バトルブローラーズ, Bakugan Batoru Burōrāzu; no Brasil Bakugan Guerreiros da Batalha) é a primeira temporada da série. Em um dia comum, estranhas cartas começaram a cair do céu, contendo pequenas esferas que se abrem mostrando suas verdadeiras formas, enormes criaturas chamadas Bakugans. Sem saber a verdade, dois jovens, Daniel "Dan" Kuso e Shun Kazami usaram as cartas e as esferas para inventar um jogo com o mesmo nome dos monstros. Ao lado de seus outros amigos, Runo Misaki, Marucho Marukura, Julie Makimoto e Alice Gehabich, os seis formaram um grupo chamado Guerreiros da Batalha.
Do outro lado da história, é revelado que os Bakugans são seres reais, habitantes de uma dimensão chamada Vestroia. Quando um Bakugan chamado Naga quebra o equilíbrio harmônico de Vestroia, ela e o mundo humano começam a se fundir, daí o motivo do surgimento dos Bakugans no mundo humano. Contudo, um grupo de Bakugans, composto por Drago, Tigrerra, Preyas, Gorem e Skyress decide lutar pelo equilíbrio de sua dimensão. Eles se aliam aos Guerreiros da Batalha e sua missão é combater Naga e seus subordinados, Mascarado e Hydranoid.
Apesar de ser não ter tido uma grande audiência no Japão, a série foi um grande sucesso em outros países como Canadá, Estados Unidos e Brasil. Isso gerou uma segunda temporada, que estreou em outros países antes do próprio Japão.

### Nova Vestroia
Bakugan Battle Brawlers: New Vestroia (爆丸 バトルブローラーズ ニューヴェストロイア, Bakugan Batoru Burōrāzu Nyū Vesutoroia; no Brasil Bakugan Guerreiros da Batalha: Nova Vestroia) é a segunda temporada da série. Com a derrota de Naga, Drago se tornou o Centro Perfeito que contém todo o poder de Vestroia. Ele reconstruiu a dimensão, que passou a se chamar Nova Vestroia. Entretanto, uma raça alienígena humanóide chamada Vestais apareceu em Nova Vestroia e a recolonizou, transformando a em um lugar bastante tecnológico onde os Bakugans são controlados e obrigados a lutar para a diversão da população. Três anos depois, Drago consegue retornar ao mundo humano, onde ele recruta Dan e Marucho para ajudá-lo a libertar Nova Vestroia. Na Nova Vestroia, eles conhecem uma equipe chamada Resistência Bakugan, composto por Mira Fermen, Baron Leltoy e Ace Grit, os únicos Vestais que tentam libertar os Bakugans. Com o tempo, Shun acaba sendo sugado por um portal da Nova Vestroia e também se une à Resistência Bakugan. O trabalho deles é libertar os Bakugans enquanto são frequentementes desafiados pelos Vexos, os maiores lutadores de Bakugan da Nova Vestroia, comandandos pelo príncipe Hydron e o rei Zenoheld.

### Os Invasores Gandelianos
Bakugan Battle Brawlers: Gundalian Invaders (爆丸バトルブローラーズ: ガンダリアンインベーダーズ, Bakugan Batoru Burōrāzu: Gandarian Inbēdāzu; no Brasil Bakugan Os Invasores Gandelianos), é a terceira temporada da série. Marucho abriu o InterEspaço para todo mundo e este se tornou uma arena onde jogadores de Bakugan por todo o mundo podem batalhar. No decorrer de um ano, Dan, Shun e Marucho se tornaram os três melhores do Ranking. Dan e Julie logo se mudam para a cidade de Bayview onde ficaram amigos de Jake Vallory e Marucho gerencia o InterEspaço ao lado de um garoto chamado Ren Krawler. Subdamente, estranhos jogadores começam a aparecer, dentre eles uma garota chamada Fabia Sheen. Fabia revela que o InterEspaço Bakugan se tornou o palco de uma guerra estelar entre os planetas Neathia e Gandelian. Os Guerreiros então descobrem que Fabia é a princesa dos Neathianos enquanto Ren é um espião Gandeliano, e que agora fazem parte da guerra.

### O Ímpeto do Mechtanium
Bakugan Battle Brawlers: Mechtanium Surge (no Brasil Bakugan O Ímpeto do Mechtanium) é a quarta temporada da série. Um ano depois da guerra entre Neathia e Gandelian, Dan, Shun e Marucho se tornaram lendas no InterEspaço Bakugan, que foi remodelado e se tornou uma pequena cidade. Em um dia comum, Drago começa a perder o controle sobre seus poderes e se torna uma ameaça para o planeta Terra, além de acidentalmente libertar uma antiga raça de criaturas chamadas Mechtogan. Consecutivamente, um governador inter-dimensional chamado Barodius se transforma em Mag Mel e começa a formar um exército de Bakugans Negros. A situação dos Guerreiros piora quando duas equipes, o Time Anubias e o Time Sellon, aparecem no InterEspaço com o objetivo de superá-los e adquirirem os títulos de melhores do mundo.
Dentro de um período de um ano Mira, que se tornou uma cientista Vestal, resolve visitar os Guerreiros. Ela e Marucho rapidamente criam vários planos juntos e por fim constroem a Cidade Bakugan onde humanos e Bakugans vivem em harmonia. Durante um torneio de batalhas surge um rapaz chamado Gunz Lazar que se torna rival de Dan. Tudo ia bem até que um grupo de Mechtogans criados na Dimensão da Morte atacam o planeta Terra.

## Universo Bakugan
“Sei que isso vai soar estranho, mas um dia, meu mundo todo mudou. Começaram a cair cartas do céu. Caiam como chuva. A princípio não sabíamos de onde estavam vindo ou quem as mandou, só sabíamos que elas eram mais do que cartas normais. Elas caiam em todos os lugares. Junto com meus novos amigos online de todo o mundo, inventamos um jogo novo e incrível e o chamamos de Bakugan. Foi então que o poder das cartas foi revelado. Cada uma delas tinha sua própria fera de batalha que ganhava vida quando a jogávamos. Mas isso é apenas a metade da história, uma outra batalha maior ainda estava acontecendo em um universo paralelo chamado Vestroia. Meu nome é Dan, e junto com meus amigos Runo, Marucho, Julie, e o que melhor jogava, Shun, e Alice, nós somos Bakugan, os Guerreiros da Batalha!”

— Dan Kuso na Introdução do 1.º episódio.
A série de animes Bakugan se passa inicialmente em dois planetas, a Terra e Vestroia. Terra é o planeta dos humanos e o local de nascimento dos terráqueos. É muito semelhante ao nosso mundo apesar de ser levemente mais futurística. Vestroia é um planeta localizado em outra dimensão e o lugar onde nascem os Bakugans. No decorrer da série é revelado que existem outras dimensões que se interagem umas com as outras através de portais criados naturalmente pelo distúrbio dimensional ou artificialmente com o uso de máquinas especializadas. Em uma dessas dimensões está localizado o Planeta Vestal, lar de Mira, Ace e Baron. O Planeta Vestal dispõem de uma tecnologia muito maior que a da Terra e é governado por uma única pessoa, o seu rei. Em outra dimensão se encontram os Planetas Neathian e Gandelian, dois rivais de longa duração que utlizam os Bakugans em suas guerras. Outro lugar onde os animes se passam é o InterEspaço Bakugan, uma arena virtual criada por Marucho onde guerreios de todas as dimensões podem batalhar.

### Vestroia
Vestroia é um planeta em outra dimensão e a terra natal dos Bakugans. Originalmente, Vestroia era um lugar firme, com terra, céu e mar. Nela existiam campos verdes, montanhas e lagos cristalinos. Com o passar dos séculos Vestroia começou a evoluir. Dentre essas evoluções, a mais recente e a mostrada na série foi a que deu atributos elementais aos Bakugans. Ainda assim Vestroia continuou em paz, até que um grupo de Garganoids começou uma guerra entre os Bakugans de cada elemento. A guerra devastou Vestroia, mas ainda existiam Bakugans que tentavam acabar com ela. Os Bakugans mais poderosos de cada atributo se uniram e usaram toda a sua energia para separar Vestroia em seis mundos, cada um com seu elemento:
- Forte Pyrus: o mundo do fogo. É um local que vive em chamas e possuem vários vulcões, muitos deles já em atividade. Bakugan Guerreiros da Batalha episódio 01</ref>
- Resistente Subterra: o mundo da terra. É praticamente composto por um vasto solo rochoso e montanhoso.
- Sábio Haos: o mundo da luz. É um lugar celeste e luminoso. Não possui solo, nem mares, nem céu, somente uma imensidão branca, rosa e amarela.
- Poderoso Darkus: o mundo das trevas. Um mundo negro com grandes nuvens de energia negativa que vivem soltando enormes relâmpagos luminosos.
- Astuto Aquos: o mundo da água. Um grande oceano com enormes placas de gelo.
- Veloz Ventus: é o mundo do vento. Nesse mundo não existe chão, pois seus habitantes vivem planando. Porém, nesse mundo vivem ocorrendo enormes tornados, furacões e tufões.

Após a criação dos mundos, os Seis Soldados Lendários de Vestroia, assim como ficaram conhecidos os guerreiros que terminaram a guerra, concentraram toda a energia negativa e positiva de Vestroia. A energia positiva se transformou no Centro do Infinito e a energia negativa no Centro do Silêncio. Depois disso, eles ficaram sem energias e acabaram na Dimensão da Morte. Em Guerreiros da Batalha, quando Naga toma conta do Centro do Silêncio e Wavern do Centro do Infinito os seis mundos começam e se chocar. Aquos se juntou a Ventus; Pyros se juntou a Darkus e Haos se juntou a Subterra. No final da primeira série, Drago absorve os dois centros, se tornando o Centro Perfeito. Ele restaura Vestroia à sua forma original, um planeta com terra, céu e mar. Vestroia é então rebatizada de Nova Vestroia. No início da segunda série, Drago se separa do Centro Perfeito, que agora fica por si só mantendo o equilíbrio em Nova Vestroia.

### Raças
- Bakugans: os Bakugans (爆丸) são a raça central de todas as temporadas da série. Eles são criaturas de diversos tamanhos e cores, habitantes de Vestroia. Os Bakugans possuem diversos poderes e habilidades, sendo que alguns deles são específicos de cada espécie de Bakugan. Além da divisão por espécies, eles também se dividem de acordo com o atributo elemental que possuem; Pyrus(fogo), Aquos(água), Haos(luz), Ventus(vento), Subterra(terra) e Darkus(trevas). No mundo humano, os Bakugans adquirem mini-formas e são capazes de se fechar em uma pequena esfera. Contudo, eles ainda podem se comunicar e alguns conseguem se mover. Durante uma partida de Bakugan, os Bakugans assumem as suas verdadeiras formas quando são invocados para batalha. Suas habilidades e poderes ficam selados em forma de cartas, e só podem ser usados pelo humano a quem pertence o Bakugan. Caso não tenha um, o Bakugan é livre para usar todas as suas forças.
- Vestais: os Vestais (Vester ヴェスター, Besutora) são uma raça humanóide estreada em Nova Vestroia. Eles são nativos do planeta Vestal. Vestais são extremamente parecidos com os seres humanos, se diferindo em cor do cabelo, vestimentas e por serem mais inteligêntes e atléticos. Sua forma de governo é simples, na qual o comandante soberano é o rei. Eles são pacíficos uns com os outros, além de muito obedientes a família real.
- Neathianos: os Neathianos são uma das novas raças estreadas em Os Invasores Gandelianos. Assim como os Vestais, eles possuem uma aparência humanóide, ao mesmo tempo que desfrutam de uma grande força bruta. Eles tem preferência por Bakugans do atributo Haos e de acordo com Fabia, os Neathianos são guerreiros inexperientes.
- Gandelianos: os Gandelianos (ガンドオリアン, Gandoria) são uma das novas raças estreadas em Os Invasores Gandelianos. Eles são lagartos humanóides, mas podem esconder a sua verdadeira forma, exceto as garras, orelhas pontudas e olhos de réptil. Nativos do planeta Gandelia, são inimigos mortais dos Neathians.

## Elementos da série

### Atributos
O Atributo de um Bakugan é a representação do seu elemento. Nos animes, os nomes dos atributos são o segundo nome dos seis mundos de Vestroia. O atributo de um Bakugan varia de acordo com o seu mundo natal, e cada atributo possuiu suas características.
- Pyrus, no original Nova (ノヴァ, Novua) é o atributo do fogo. Pyrus Bakugans se destacam pela grande concentração de força e poder e atacam o adversário de todos os ângulos que estão ao seu alcance. Pyrus é representado pela cor vermelha. O Soldado Lendário de Pyrus é Apollonir, que é sucedido por Drago na forma de Delta Dragonoid.
- Subterra (サブテラ, Sabutera) é o atributo da terra. Subterra Bakugans possuem tanto uma grande força como uma grande defesa. Subterra é representado pela cor marrom. O Soldado Lendário de Subterra é Clayf, que é sucedido por Hammer Gorem.
- Haos, no original Lumina (ルミナ, Rumina) é o atributo da luz. Haos Bakugans possuem poderes variados e que causam muitos danos no inimigo. Haos é representado pela cor branca. O Soldado Lendário de Haos é Lars Lion, que é sucedida por Blade Tigrerra.
- Darkus, no original Darkon (ダークオン, Dākuon) é o atributo das trevas. Darkus Bakugans são o oposto dos Haos Bakugans, porém, também possuem habilidades poderosas e variadas. Darkus é representado pela cor preto. O Soldado Lendário de Darkus é Exedra, que é sucedido por Alpha Hydranoid.
- Aquos, no original Aqua (アクア, Akua) é o atributo da água. Aquos Bakugans tem força e resistência balanceada e suas habilidades servem para assistência. Aquos é representado pela cor azul. O Soldado Lendário de Aquos é Frosch, que é sucedido por Preyas, Angelo e Diablo.
- Ventus, no original Zephyros (ゼフィロス, Zefirosu) é o atributo do vento. Ventus Bakugans são considerados os mais velozes de Vestroia. Ventus é representado pela cor verde. O Soldado Lendário de Ventus é Oberus, que é sucedido por Storm Skyress.

### Dimensão da Morte
A Dimensão da Morte é uma dimensão paralela alternativa de Vestroia. É para lá que os Bakugans são mandados quando estão sem suas energias vitais. É uma dimensão com um céu escuro e nublado, onde relâmpagos aparecem frequentementes. No solo, estão espalhados os corpos fossilizados de todos os Bakugans mortos.

### Cartas
Os principais artefatos usados nas lutas da série são cartas mágicas, cada uma com sua origem e função.
- Carta Campo de Batalha: a Carta Campo de Batalha é a sempre a primeira carta a ser usada em uma batalha. Elas são portais que ligam o mundo humano a Vestroia. Quando usadas, o guerreiro grita Campo, abrir!, ativando a carta, que teletransporta todos que a tiverem tocando para Vestroia, onde começará a batalha. Enquanto estão em Vestroia, o humano pode se movimentar livremente, mas isso afetará o lugar da sua aparição no mundo humano. Após o termino de uma batalha, a carta se desativa e o guerreiro é levado de volta para seu mundo. Está presente somente no anime.
- Carta Portal: a Carta Portal é sempre a segunda carta a ser usada em uma batalha. Elas são colocadas no solo, dependendo do ambiente, e podem ser ativadas durante qualquer momento pelo seu usuário. A principal função das Cartas Portal é fazer o Bakugan retornar a sua forma verdadeira. Elas também contêm habilidades especiais, e assim que são ativadas, seus efeitos são variados como aumentar a força do Bakugan, petrificar o oponente, criar algum auxílio de acordo com seu atributo e etc. Na série de brinquedo, ela é uma carta com um imã que abre o Bakugan quando este é colocado em cima dela. Pode ser ativada a qualquer momento, fortalecendo todos os Bakugans do campo.
- Carta de Habilidade: a Carta de Habilidade é uma carta com uso variado na batalha. Seu efeito é o mesmo tanto no brinquedo quanto no anime. Elas contêm os poderes e as habilidades dos Bakugans, que só podem usá-los quando essa carta é utilizada. Existem Cartas de Habilidades que podem ser utilizadas em qualquer Bakugan, cartas que só podem ser usadas em Bakugans que possuem o mesmo atributo da carta, e cartas que só podem ser usadas em uma determinada espécie de Bakugan.
- Carta da Morte: a Carta da Morte é uma carta criada por Naga para ser usada por seus seguidores. Quando colocada na batalha, ela faz com que todo Bakugan derrotado seja mandado para a Dimensão da Morte. Na série de jogos, ela é uma carta que retira um Bakugan permanentemente do jogo.
- Carta Teletransporte: a Carta Teletransporte é uma carta criada por Hal-G. Assim como as Cartas de Habilidade, esse carta serve como um meio de teletransporte, porém, ela liga o mundo humano a Dimensão da Morte. Ela só existe no anime.

## Mídia

### Anime

#### Guerreiros da Batalha
Os vinte e dois episódios do anime foram produzidos pela TMS Entertainment e Japan Vistec com a direção de Mitsuo Hashimoto em 2007. Bakugan Battle Brawlers foi criado no Japão pela TV Tokyo em 5 de Abril de 2007. A Nelvana produziu a versão norte-americana e passou a exibir a série no Canadá pelo Teletoon em Julho de 2007 e nos Estados Unidos pelo Cartoon Network em 24 de Fevereiro de 2008.
Quatro músicas temas usadas na série, dois temas de abertura criadas pela Psychic Lover e dois temas de encerramento. A abertura tema dos trinta primeiros episódios é "Number One Battle Brawlers" (ナンバーワン・バトルブローラーズ, Nanbā Wan Batoru Burōrāzu); e a dos vinte e dois últimos episódios é "Bucchigiri Infinite Generation" (ブッちぎり∞ジェネレーション, Bucchigiri Infinitto Jenerēshon). A música tema dos encerramento do início até 26 é "Air Drive" da Elephant Girl; e 27 até 52 é "Hello" (ハロー, Harō) pela Za Bon, Za Bon canta também o mesmo tema de encerramento, só que é outro encerramento alternativo, em que Dan pedala em sua bicicleta e passa lembranças de sua jornada e termina quando chega para se reencontrar com Runo, exclusivo do anime.

#### Nova Vestroia
Em março de 2009, a TMS e a Nelvana Entertainment anunciaram uma continuação da primeira série intitulada Bakugan Guerreiros da Batalha: Nova Vestroia, ou somente Bakugan Nova Vestroia cujos 26 episódios já estavam sendo produzidos. A segunda série foi ao ar pela primeira vez no Canadá no dia 12 de abril de 2009 no Teletoon. Posteriormente estreou no Estados Unidos onde foi exibida pelo Cartoon Network. O sucesso de Nova Vestroia levou a criação de outros 26 episódios. No Japão o anime estreou no dia 2 de março de 2010 e em 7 de março de 2010 no Brasil.
O anime teve uma única música de abertura chamada "Super! The Strongest! Warrior" (極度! 最も強いの! 戦士, Cho! Saikyo! Uoriazu)[carece de fontes?] e cantada pela Psychi Lover. O primeiro tema de encerramento se chama "Bang Bang Bakugan" (爆丸強打の強打) e durou do episódio 1 ao 16. Posteriormente foi trocado por "Communication Breakdown" (コミュニケーションブレークダウン, Komyunikēshon Burēkudaun).

#### Os Invasores Gandelianos
Anunciado pela primeira vez no website oficial da série Bakugan, o terceiro anime foi batizado pela Spin Master de Bakugan: Os Invasores Gandelianos. Seu lançamento no Canadá ocorreu no dia 23 de maio de 2010 e em 29 de maio de 2010 nos Estados Unidos. Os Invasores Gandelianos estreou ao junto do MMORPG Bakugan Dimensions e durante os episódios são mostrados cógidos que ajudam os jogadores. No Brasil o anime foi lançado em 4 de abril de 2011 no Cartoon Network.

#### O Ímpeto do Mechtanium
Em setembro de 2010, Nelvana Entertainment anunciou o quarto anime da série Bakugan intitulado Bakugan: O Ímpeto do Mechtanium que tem sua estreia em 13 de Fevereiro de 2011 no Canada e 19 de Fevereiro de 2011 nos E.U.A. A Temporada conta com 46 episódios no total. No Brasil o anime foi lançado em 2 de abril de 2012 no Cartoon Network.

### Livro

#### Livro de Regras Oficiais
Em 2010 foi lançado um livro com informações do jogo bakugan intitulado:"Livro de Regras Oficiais" trazendo nele todas as informações do jogo ,regras , estrategias e mais: uma lista de todos os bakugans com informações sobre eles e seu Gs em cada atributo , e ate uma imagem de cada bakugan para ilustrar.

### Eletrônicos
A Activision lançou um jogo intitulado Bakugan Battle Brawlers para as plataformas Wii, Nintendo DS, Xbox 360, PlayStation 3 e PlayStation 2. O modo história do jogo consiste em criar o próprio avatar e ter os próprios bakugans, tendo a oportunidade de batalhar contra os seus adversários e até contra os próprios Guerreiros da Batalha. Ainda pode participar torneios e comprar cartas e bakugans na Bakugan Store. No modo versus é possível lutar com qualquer personagem da série contra outro jogador, podendo jogar em até quatro pessoas, em jeitos diferentes de jogar: 1 versus 1, Tag Team Battle (luta em duplas) e Battle Royale (luta em quatro pessoas de cada um por si) No jogo um Misterioso Bakugan Chamado Leonidas Aparece.
Em um relatório do investidor da Corus Entertainment em 29 de setembro de 2009 anunciava um MMOG Bakugan que está atualmente em desenvolvimento para um lançamento em 2010.[carece de fontes?].
Em 2010 foi lançado Bakugan New Vestroia: Defenders of the Core

### Mangá

#### The Evo Tournament
Em 2 de março de 2010 foi lançado um mangá chamado Bakugan: The Evo Tournament. A história se passa entre os episódios 18 e 21 de Bakugan Guerreiros da Batalha, com o foco em Dan, Shun, Marucho, Julie e Runo tentando evoluir seus Bakugans para derrotar Hydranoid. Eles acabam descobrindo um torneio de Bakugan chamado Evo Tournament e resolvem participar para deixar seus parceiros mais poderosos. Os vilões do mangá são Katie e Mecha Chamelia, que aos poucos sugam as memórias dos competidores. O segundo volume do mangá foi lançada em julho do mesmo ano.

#### Tech Brawlers
Em setembro de 2010 a revista japonesa CoroCoro Comic, da editora Shogakukan, estreou um mangá criado por Shingo Maki, Bakugan: Tech Brawlers (爆ＴＥＣＨ！　爆丸, Bakugan: Teku! Burōrāzu). O mangá possui um elenco de personagens diferentes e não se relaciona com as séries de animes. Somente três volumes foram criados por enquanto, o mais recente tendo feito seu lançamento em agosto de 2011. Em janeiro de 2012 foi confirmado que Tech Brawlers ganhará uma adaptação em anime.

### Longa Metragem
Em dezembro de 2008 a Universal Pictures e a Stuber Productions assinaram um contrato com a Spin Master que autorizava a criação de um filme para a franquia Bakugan. Em dezembro de 2010 um anúncio no Twitter da Universal confirmou que Harald Zwart, diretor de Karate Kid, irá dirigir o filme.

## Recepção
Apesar de, inicialmente, não ter feito sucesso no Japão, a série Bakugan se tornou bastante popular em vários países, especialmente os americanos. Atualmente os animes da série estão entre os programas mais vistos e populares no Brasil. Em relação aos animes, na lista "Os 100 Melhores Desenhos Animados de Todos os Tempos", publicada pela revista Monet, Bakugan: Guerreiros da Batalha se classificou em 61.º, classificando acima de outros animes de sucesso como Astro Boy e Cavaleiros do Zodíaco. Durante o ano de 2009, os mangás de Bakugan estiveram entre os 10 mangás mais vendidos nos Estados Unidos. O site Anime News Network classificou, a partir do voto popular, Guerreiros da Batalha, Nova Vestroia e Os Invasores Gandelianos como decentes.[carece de fontes?] Em uma de suas edições, no ano de 2010, a Revista Recreio realizou um duelo entre Bakugan e Pokémon. Como resultado final, Bakugan realizou 94 pontos e Pokémon 92 dentro de um total de 100 pontos. O jogo eletrônico Bakugan Battle Brawlers ficou entre os jogos mais vendidos para crianças em 2009.
A série também gerou inúmeras mercadorias em várias países, incluindo o Brasil. Dentre elas estão materiais escolares, como cadernos, mochilas e canetas, fantasias, bicicletas e etc. DVDs da série também foram publicados tanto no Japão quanto no Brasil.